# ViàATV
Pour les articles homonymes, voir ATV.
ViàATV, anciennement Antilles Télévision puis ATV Martinique, est une chaîne de télévision généraliste française commerciale privée de proximité diffusée en Martinique.

## Histoire de la chaîne
Cette section ne s'appuie pas, ou pas assez, sur des sources secondaires ou tertiaires indépendantes du sujet. Le texte peut contenir des analyses inexactes ou inédites de sources primaires.
Pour l'améliorer, ajoutez-en, ou placez des modèles {{Source secondaire souhaitée}} ou {{Source secondaire nécessaire}} sur les passages mal sourcés. (janvier 2024)
Le 14 décembre 1990, le Conseil supérieur de l'audiovisuel procède à un appel à candidatures visant à implanter deux chaînes de télévision privées à caractère local ou régional diffusées en clair en Martinique.
Antilles Télévision (ou ATV en abrégé) reçoit le 5 juin 1992 du CSA une autorisation d'émettre sur le département de la Martinique et commence à émettre ses programmes le 11 février 1993. C'est la première chaîne de télévision privée sur l'île et la première concurrente pour RFO Martinique.
Comme toutes les télévisions privées dans l'outre-mer français, ATV et TCI sont autorisées par le CSA à acheter les programmes des deux chaînes métropolitaines privées TF1 et M6 que ne diffuse pas RFO Martinique. Ces accords leur permettent de faire bénéficier les téléspectateurs martiniquais d'une "continuité territoriale" avec la diffusion en clair des émissions qui font la notoriété des deux grandes chaînes privées métropolitaines, à des horaires adaptés aux habitudes locales. TCI s'axant essentiellement sur la diffusion des programmes de TF1, ATV propose sur son antenne 60 % de programmes de M6 qu'elle se fait envoyer de métropole par cassette vidéo, à l'exception du 6 Minutes qui lui est envoyé par satellite. Pour le reste de ses programmes, ATV choisit de favoriser la proximité avec notamment des flashes d'actualité en langue créole. Mais l'achat de ces programmes représente un coût important pour la chaîne, d'autant que les deux chaînes privées doivent se partager les restes de l'étroit marché publicitaire martiniquais, dont RFO s'adjuge déjà la plus large part, ce qui ne leur laisse que 40 à 50 millions de francs de recette pour un budget annuel de 20 millions pour ATV. Cette dernière ne tarde pas à connaître des problèmes financiers et enregistre déjà 5 millions de francs de déficit en 1994. La liquidation judiciaire de TCI en 1996 permet à ATV de diversifier et renforcer l'attractivité de sa grille de programme en proposant à son tour les programmes de TF1 en plus de ceux de M6. Entrée à ATV comme stagiaire en juillet 1994, Audrey Pulvar se voit confier dès mai 1995 la présentation du Grand Journal du Soir une semaine sur deux, puis chaque soir de la semaine et devient également rédactrice en chef en 1999, après le départ de Barbara Jean-Elie et Patrick Jean-Pierre. Elle quitte la chaîne en juin 2002.
Une augmentation du capital d'Antilles Télévision SA intervient le 23 septembre 2008 et permet à la société TFA, filiale du groupe Monplaisir de Yan Monplaisir, de prendre le contrôle de la chaîne "sous mandat ad hoc". L'augmentation de capital n'arrivant pas, Antilles Télévision SA se retrouve en cessation de paiements et la société est alors placée en redressement judiciaire. Un mouvement de grève des membres de la rédaction et de la production d’ATV intervient le 13 janvier. Le 25 avril, 14 salariés sur les 39 que compte l'entreprise reçoivent leur lettre de licenciement. Finalement, le nouvel actionnaire réussit à diminuer les charges de 22 % et à remonter l'audience d'ATV de 14 %. Le 3 juin, le tribunal mixte de commerce entérine deux offres de reprise de la chaîne privée (Holding Radio Télévisions SAS menée par Jean-Claude Asselin de Beauville et le groupement Trace TV, Antenne Réunion et Outremer Telecom) et entend les arguments de la direction actuelle qui souhaite poursuivre l'activité. Le tribunal de commerce de Fort-de-France, qui devait statuer le mardi 23 juin sur l’avenir d’ATV, décide finalement de reporter sa décision au 7 juillet, puis la repousse au 26 août. Exaspérés par les atermoiements du tribunal de commerce de Fort-de France concernant une éventuelle cession d’Antilles Télévision SA (ATV), le groupement Trace TV, Antenne Réunion et Outremer Telecom décide finalement de retirer son projet de reprise d’ATV le 27 juillet. Le lendemain, le CSA rejette les deux offres de reprise d'ATV du fait d'une garantie financière jugée faible pour HRTV et de la présence de fonds américains pour Trace TV, ne laissant à la chaîne que le choix de la disparition ou de la poursuite de l'activité avec la direction actuelle. Le 26 août, le tribunal de commerce de Fort-de-France reporte à nouveau sa décision sur l’avenir d’ATV au 7 septembre. Début janvier 2010, Yan Monplaisir renonce à son projet de continuation et un rapprochement entre le groupe Monplaisir et la société Holding Radio Télévisions (HRTV) est alors envisagé. Après que le CSA ait accepté la demande de Yan Monplaisir d'une location-gérance de la société Antilles Télévision SA au profit de la société HRTV de Jean-Claude Asselin de Beauville, le tribunal de commerce de la Martinique cède la chaîne au groupe HRTV le 21 janvier 2010. C'est un nouveau départ pour la chaîne avec tous les emplois sauvegardés. HRTV prévoit 1,7 million d'euros d'investissement afin de permettre le déménagement de la chaîne dans un nouveau local, ainsi que l'achat du matériel nécessaire aux révolutions techniques comme l'arrivée de la TNT.
Le holding, créé spécifiquement pour reprendre la chaîne privée martiniquaise, décide de scinder Antilles Télévision SA en quatre unités distinctes dont elle détient à 100 % chacune des filiales : Caribean Global News (la rédaction), Papay Pro (l'agence de production), GMG (la régie publicitaire) et AGDIF (la diffusion). À ces quatre entités s'ajoute l'AGDif (filiale d’ATV) chargé de l’acquisition de programmes. Fin septembre 2010, ATV se pare d'un nouveau logo rajeuni, de nouvelles émissions de proximité comme An tjè péyi a et Libre-Eco, de nouveaux génériques, et son journal télévisé est désormais diffusé à 19 h. La chaîne émet 24/24h en reprenant en direct le signal de BFM TV toute la nuit de minuit à 6h. Le 12 octobre, les journalistes de la rédaction d'ATV apprennent que la société Caribean Global News qui les emploie est liquidée et qu'il n'y a plus de JT à l'antenne. Le JT de 19h est de retour à l'antenne le 22 octobre sous la forme d'un JT tout en images jusqu'à ce que la chaîne finisse par choisir l'agence de presse Média Caraïbes pour la conception et la réalisation de cette édition, ainsi que d'une partie des émissions d'information d'ATV.
Depuis janvier 2012, et pour la première fois de l'histoire de l'audiovisuel aux Antilles, ATV est désormais la télévision la plus regardée en Martinique (en part d'audience) devant Martinique 1re. En 2013, ATV fête ses vingt ans et reste la chaîne la plus regardée de Martinique selon les résultats des sondages du premier trimestre 2013 publiés par Médiamétrie.
Le 23 avril 2013, la SAS HRTV ainsi de ses filiales AGDIF (la société diffusion), PAPAY PROD (l'agence de production), GMG (la régie publicitaire) sont placés en redressement judiciaire et accumulent plus de 2 500 000 euros de dette.
Le 25 mars 2014, ATV décide de créer ATV Guadeloupe, qui diffuse ses programmes via le satellite et le câble sur le territoire de la Guadeloupe. Dès lors pour ce différencier, ATV en Martinique se nomme désormais ATV Martinique.
Le 28 octobre 2014, ATV est repris par la société Média H Antilles Guyane pour éviter la liquidation judiciaire.
Le 21 septembre 2015, une troisième déclinaison voit le jour, ATV Guyane, qui prend la place de la chaîne ATG et dont les actionnaires d'ATV sont devenus majoritaires. Elle est diffusée sur le satellite et la TNT guyanaise. Désormais, ATV émet sur les trois départements français d'Amérique, avec chacune sa déclinaison.
Le 21 décembre 2017 les trois chaînes du groupe et leurs structures sont de nouveau placées en redressement judiciaire par le tribunal de commerce de Fort-de-France.
En mai 2018, Médias du Sud, propriétaire de Vià, premier réseau national de chaînes locales privées et indépendantes en France, rachète au groupe Media H Antilles Guyane ATV Martinique ainsi que les deux chaînes sœurs ATV Guadeloupe, ATV Guyane en situation de faillite depuis le début de l'année. Les trois chaînes ATV rejoignent ainsi le réseau Vià, lancé officiellement le 4 juillet 2018 et qui compte au total 22 chaînes locales (19 en métropole et 3 en outre-mer). Dans le cas d'ATV Martinique, la chaîne est rebaptisée ViàATV depuis le 11 octobre 2018.

## Identité visuelle
Les différents habillages et génériques des programmes de la chaîne sont l'œuvre de Claude Guioubly et Jean-Claude Enette entre 1996 et 2009. Guillaume Le Berre, artiste numérique Freelance depuis le 29 septembre 2010.
D'autres artistes numériques freelances ont aussi participé à la réalisation d'habillages, de bumper et autres génériques comme Stéphane Vantadour et James Reno.

### Logos

Logo d'ATV du 11 février 1993 au 27 août 2000.
Logo d'ATV du 28 août 2000 au 28 septembre 2010.
Logo d'ATV du 29 septembre 2010 au 24 mars 2014.
Logo d'ATV Martinique du 25 mars 2014 au 10 octobre 2018.
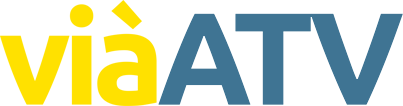
Logo de viàATV depuis le 11 octobre 2018.

### Slogans
- C'est ma télé !  (depuis 1993)

## Organisation

### Capital
Cette section ne s'appuie pas, ou pas assez, sur des sources secondaires ou tertiaires indépendantes du sujet. Le texte peut contenir des analyses inexactes ou inédites de sources primaires.
Pour l'améliorer, ajoutez-en, ou placez des modèles {{Source secondaire souhaitée}} ou {{Source secondaire nécessaire}} sur les passages mal sourcés. (janvier 2024)
Antilles Télévision est une société anonyme à conseil d'administration, créée le 3 juin 1992 et immatriculée au registre du commerce des sociétés de Fort-de-France sous le numéro 92B379, au capital de 6,27 millions de francs qui était initialement détenu par le Crédit agricole à 44 %, Groupama à 22 %, le groupe Hersant au travers de son journal France-Antilles, la société Sonopress, la société de production Kanel et Olivier Laouchez. Le CSA donne son aval le 29 juillet 1998 à une modification du capital de la chaîne en proie à de graves difficultés financières qui est porté à 12,57 MF par émission de 6300 actions réservées à un groupe de nouveaux actionnaires représentés par la société Médiagestion (Groupe Elizé) qui récupère la totalité des participations détenues par le Crédit Agricole, Groupama et la société de production Kanel. Au terme de cette restructuration, les deux principaux actionnaires d'ATV sont, avec chacun 22,9 % des parts, la société Médiagestion de Jean-Max Elizé et le groupe antillais Jean-Charles, spécialisé dans la librairie, la bureautique et l'informatique.
La société Sonopress ayant décidé de céder les 120 actions qu'elle possédait depuis 1992 dans le capital d'Antilles Télévision (ATV), le capital de la société se décomposait ainsi au 20 mars 2001 : Médiagestion à 26,89 %, Agir à 23,19 %, France-Antilles à 9,24 %, RCI Guadeloupe à 9,24 %, Guy Vieules à 9,12 %, Madianet à 5,54 %, Blandin Entreprise à 4,57 %, Fanel Sarl à 2,76 %, Denise Elizé à 2,74 %, Raymond Iman à 1,85 % et autres à 4,85 %. Le 12 février 2002, la société Media Overseas, filiale du groupe Vivendi, entre au capital à hauteur de 4,52 %, l'introduction de ce nouvel actionnaire se faisant à la suite de la réduction de la valeur nominale de l'ensemble des actions existantes passées de 100 à 10 francs.
À la suite de l'assemblée plénière du 25 juillet 2006, l'actionnariat était composé de la façon suivante : Médiagestion à 35,51 %, France-Antilles à 35,28 %, Agir à 8,16 %, Blandin Entreprise à 3,71 %, Madianet à 3,94 %, RCI Guadeloupe à 3,25 %, Guy Vieules à 3,21 %, Denise Élizé à 2,02 %, Media Overseas à 1,67 %, Raymond Iman à 0,98 %, Daniel Robin à 0,43 %, Établissement Coppet à 0,32 %, Max Jasor à 0,32 %, Serge Jean-Joseph à 0,32 %, Jean-Claude Lubin à 0,32 %, Patrick Vial-Collet à 0,32 %, Fanel Sarl à 0,16 %, World Satellite à 0,08 %, Jean-Max Élizé à 0,01 %, Nicolas Jean-Charles à 0,01 %, Roger Charles-Nicolas à 0,01 % et Maurice Laouchez à 0,01 %.
Le 23 septembre 2008, le conseil d'administration d'ATV procède, avec l’agrément du CSA, à une augmentation de son capital à hauteur de 1 210 000 euros détenu à 99,27 % par la société TFA, filiale du groupe Monplaisir de Yan Monplaisir. Les autres actionnaires sont Médiagestion, France-Antilles, Sofinpar SAS - Yan Monplaisir, Blandin Entreprise, Madianet, Media Overseas, Daniel Robin, Raymond Iman, Établissement Coppet, Max Jasor, Serge Jean-Joseph, Patrick Vial-Collet, Fanel Sarl, MTV Câble-World Satellite, Jean-Max Élizé, Nicolas Jean-Charles, Yan Monplaisir, Ralph Monplaisir, Fabrice Jean-Jean et Maurice Laouchez.
À la suite de la procédure de redressement judiciaire liée aux 4,5 millions d'euros de dettes, ATV est mise le 1er décembre 2009 en location-gérance au bénéfice de la SAS Holding Radio Télévisions, filiale du groupe De Beauville qui en prend le contrôle. Les actionnaires de HRTV sont la société HMP SAS (à l'origine du projet, qui détient la majorité du capital et dont les trois membres fondateurs sont Jean-Claude Asselin de Beauville, Jean-Marc Ampigny et Éloi Arminjon), Patrick Fabre, la Centrale des Carrières, CCPR Martinique, BBL Investissement, la Société Antillaise d'Investissement et de Développement, la Holding 3H (Ho-Hio-Hen), Permal Jos Group, SAS PJG, Persee et Investissements Caraïbes et Jean-Claude Asselin de Beauville en son nom propre.
Le budget d'ATV était de 20 millions de francs par an en 1996 et est aujourd'hui[Quand ?] de 3,7 millions d’euros par an.

### Sièges
Le premier siège d'Antilles Télévision SA était situé dans l'immeuble Espace Pat, au 28 avenue des Arawaks, dans le quartier Chaeauboeuf à Fort-de-France. Holding Radio Télévisions installe son nouveau siège, ainsi que celui d'ATV, quartier Californie au Lamentin le 3 novembre 2012.

## Programmes
La grille de programmes de ViàATV se compose d'actualités, de fictions, de magazines, d'émissions de divertissement et de sport. ViàATV diffuse environ 2 heures de productions locales chaque jour (An tjè péyi a, Dancehall News, etc.), ainsi que des programmes achetés aux chaînes métropolitaines privées TF1 (50 minutes inside, Les Feux de l'amour, etc.), BFM TV (Journal, Bourdin Direct), et M6 (L'amour est dans le pré, C'est ma vie, etc.), et plus particulièrement les grands évènements sportifs (tous les matchs de l'équipe de France de football, la ligue des champions, la coupe du monde de football...) en reprenant en direct les signaux de TF1 et M6. ViàATV achète également des programmes de fiction à AB Production, Gaumont et Warner (films).

### Émissions locales
Cette section ne s'appuie pas, ou pas assez, sur des sources secondaires ou tertiaires indépendantes du sujet. Le texte peut contenir des analyses inexactes ou inédites de sources primaires.
Pour l'améliorer, ajoutez-en, ou placez des modèles {{Source secondaire souhaitée}} ou {{Source secondaire nécessaire}} sur les passages mal sourcés. (janvier 2024)
- Le Grand Direct : Journal télévisé martiniquais présenté du lundi au jeudi par Barbara Olivier et le week-end par Yohann Charpentier-Tity
- Face à Face : Talk-show de 15 minutes, présenté par Philippe Diser.
- La Météo présentée par Garry Cadenat et Coraline Boissard
- An tjè péyi a : émission de proximité animée par Régine Germany qui donne la parole aux Martiniquais.
- 7 à nous : Décryptage de l'actualité de la semaine passée en plateau avec des intervenants.
- Mardi Immo : Chaque semaine, une question autour de la construction et la rénovation, de l'art, de la déco, financement, défiscalisation et infos pratiques.
- Echos Métiers : Un programme à l’initiative du Medef Martinique.
- Libre-Eco : émission consacrée au monde économique de la Martinique diffusée le jeudi à 19:40 et présentée par Laura Desroches.
- Coté Ciné : l’actualité des sorties cinématographique
- Un jour un patrimoine : Emmision sur le patrimoine Martiniquais Présente par Christine Laureat
- La Martinique de l'assiette : Emission culinaire présentée le vendredi à 19:40 par Prisca Morjon
- Nos amis les bêtes
- Politiquement (In)Correcte : Une émission présentée par Eddie Marajo le dimanche à 12:00 et 21:30
- Les maux de l'environnement : Chaque semaine, Pascal Saffache aborde une question environnementale.
- V8 Magazine : Chaque semaine, toute l’équipe de V8 vous emmène en drive à bord d'une nouvelle voiture au banc d'essai.
- viàATV Boutik : émission de télé-achat.

### Présentateurs et animateurs[Quand?]
- Jean-Marc d'Abreu (d)
- Yohann Charpentier-Tity
- Barbara Olivier Zandronis
- Marie Tricot
- Philippe Diser
- Régine Germany
- Garry Cadenat
- Coraline Boissard
- Emmanuelle Crésus Saint-Aimé
- Sabrina Doré
- Eddy Marajo
- Laura Desroches
- Pricas Morjon
- Vanessa Gladone
- Pascal Saffache
- Laura Laventure
- Hélène Sérignac

#### Présentateurs ayant officié sur la chaîne
- Stéphane Arfi (1996-1998)
- Laura Beaudi (1996-1999)
- Caryl Chassol (2005-2010)
- Patrick Chesneau (2005-2010)
- Patrick Jean-Pierre (1993-2000)
- Barbara Jean-Elie (1993-1999)
- Patricia Jean-Privat Thine (2008-2010)
- Yolène Leon (Lyne) (2013)
- Patrice Louis (2002-2009)
- Audrey Pulvar (1995-2002)
- Karim Rosaz (2005-2010)
- André Berthon
- Katleen Bilas-Coppet
- Hubert Bornil
- Laura Chatenay-Rivauday
- DJ Kos'D
- Lætitia Duchel
- Mike Irasque
- Stéphane Lupon
- Fanny Marsot
- Jean-Marc Pulvar
- Hermann Rose-Elie
- Hervé Thamar
- Julie Trassard-Donatien
- Jordan Debreuil

### Audience
En 2002, ATV avait une audience cumulée de 44,2 % et une part d'audience de 20,8 %. Depuis avril 2012, elle est la première chaîne de télévision de Martinique en part d'audience devant Martinique 1re. ATV recueille 17,2 % de part de marché contre 15,1 % pour Martinique 1re. En semaine, entre 13 h 30 et 19 h, ATV domine sans partage sa concurrente et son journal télévisé du soir atteint 40,9 % d’audience contre 35,8 % pour la chaîne publique.

## Diffusion
ATV fut diffusée pendant 18 ans sur le réseau analogique hertzien UHF SÉCAM K’ du département de la Martinique via quatre émetteurs TDF (canal 44 H à Fort-de-France-Morne Bigot, 34 H à Rivière-Pilote-Morne Aca, 39 H à La Trinité-Morne Pavillon et 52 H au Morne Rouge-L'Aileron) couvrant 85 % du territoire martiniquais qui ont tous été éteints le 29 novembre 2011 vers 10 h, date du passage définitif de la Martinique au tout numérique terrestre.

### Numérique hertzien
ViàATV est autorisée à être diffusée dans le département de la Martinique sur le second canal du multiplex ROM1 de la TNT sur vingt émetteurs TDF (Bellefontaine Le Ventre à Terre sur le canal 40, Bellefontaine Fond Boucher sur le canal 33, Case-Pilote Sud de l'Agglomération sur le canal 40, Fonds-Saint-Denis Morne des Cadets sur le canal 48, Fort-de-France Morne Bigot sur le canal 41, Fort-de-France La Clairière sur le canal 40, Grand'Rivière Habitation Beauséjour sur le canal 33, La Trinité Morne Pavillon sur le canal 33, Le Carbet Morne Lajus sur le canal 31, Le Morne-Rouge l'Aileron sur le canal 48, Le Morne-Vert Morne Moulinguet sur le canal 31, Le Prêcheur Coquette sur le canal 31, Le Vauclin Morne Beauséjour sur le canal 40, Le Vauclin Morne Carrière sur le canal 43, Macouba Habitation Bellevue sur le canal 33, Rivière-Pilote Morne Aca sur le canal 30, Saint-Joseph Bois du Parc sur le canal 41, Saint-Pierre Morne Folie sur le canal 31, Sainte-Marie La Chapelle sur le canal 33 et Schœlcher Fond Lahaye sur le canal 31) au standard UHF PAL MPEG-4 et au format 16/9 SDTV depuis le 11 octobre 2018.
| LCN | Résolution | Format |
| --- | ---------- | ------ |
| 2   | 576i (SD)  | 16:9   |

### Câble
ViàATV touche 20 % de la population martiniquaise (10 communes) via le réseau câblé Numericable (chaîne no 4) qui la diffuse en exclusivité en HD (chaîne no 281) depuis le 14 mars 2013.
ViàATV est aussi diffusée par Numericable en Guadeloupe.

### Satellite
ViàATV est diffusée par satellite sur Canalsat Caraïbes (chaîne no 15) depuis le 30 avril 2003. Elle est émise depuis la Martinique par satellite afin d'être reçue à Paris pour être remultiplexée dans le bouquet Canalsat Caraïbes. Elle est également disponible sur le bouquet TNT+ et sur la TV d'Orange Caraïbe (chaînes no 32/104).

### Télévision sur IP
ViàATV est diffusée par télévision sur IP sur Box Mediaserv (chaîne no 5) , OnlyBox (chaîne no 2) et sur la TV d'Orange Caraïbe (chaînes no 5/10) depuis le 17 mars 2016.